# Leopoldo da Silva Porto
Leopoldo da Silva Porto (23 de maio de 1937 - 11 de abril de 2009) foi um político brasileiro do estado de Minas Gerais. Nasceu em Aerado, distrito de Patos de Minas. Viveu em Brasília e em Belo Horizonte por muitos anos. Casado com Marilda Franco da Silva Porto, deixou 4 filhos, uma neta e um neto de criação. Foi homem importante de vários órgãos do governo, como PRODEMGE, BEMGE, IEF, DAE, entre outros. Era tio do ex-senador e ex-ministro Arlindo Porto. Atuou como deputado estadual de Minas Gerais na 6ª legislatura (1967 - 1971) como suplente.